# 전인도 무슬림 연맹
전인도무슬림연맹(영어: All-India Muslim League)은 인도 아대륙 지역에서 활동하던 이슬람주의 정당이었다. 전인도 무슬림 연맹이 해산된 이후 창당된 파키스탄 무슬림 연맹은 1940년대 말부터 파키스탄과 동파키스탄에서 신권 정치를 시행했다.

## 역사

### 창설
20세기 초 인도 국민회의는 세력을 신장시켜 반영 운동을 전개하고 있었지만, 영국은 이러한 움직임을 견제하기 위해 1905년 벵골 분할령을 단행한다. 이 법령은 벵골 지방을, 힌두교도가 많이 거주하는 서벵골과 이슬람교도가 우세한 지역인 동벵골로 분할하고, 영국에 대한 민족 운동을 종교 운동으로 변경시킬 것을 목적으로 하고 있었다. 인도 국민회의는 당시 다수파였던 힌두교가 이 법령에 의하여 동벵골에서 소수가 되어 버릴 것을 우려하였으며, 반영 운동을 격화시켰다. 반면 무슬림은 지금까지 소수였지만, 동벵골 내에서 다수파가 될 수 있기 때문에, 영국의 법안을 반대할 이유가 없었다. 영국은 이것을 계기로 확고한 친영 조직을 인도에 구축할 길을 모색하였고, 1906년 아가 칸 3세를 당수로 하여 전인도무슬림 연맹을 결성하게 하였다.
이듬해에는 다카에서 3대 강령이 채택되었는데, 그 내용은
- 영국에 충성한다.
- 무슬림의 권익을 보호한다.
- 목적에 따라서 다른 무슬림과 제휴를 한다.

### 친영에서 반영으로
이후 3대 강령에 따른 연맹의 운영이 몇 년간 이루어졌지만, 1911년 티라쿠 등 인도 국민회의 사람들의 격렬한 반대 운동에 의해 벵골 분할령이 철회된 이후 상황은 급변했다. 동벵골에서의 수적 우위가 무너져 버렸기 때문이다. 이 조치로 연맹과 영국의 관계는 악화했지만, 제1차 세계 대전이 시작되자 영국은 인도에 대해 병력을 보내는 대가로 독립을 승인했기 때문에 진정된 것처럼 보였다. 그러나 전시 중에 영국이 이슬람 국가인 오스만 제국과 전쟁을 벌이자, 지금까지의 억제된 불만이 폭발하여 영국에 충성한다는 강령은 제거되었고, 대신 자치 정부 수립을 목표로 내걸었다. 지도자도, 알리 형제와 무하마드 알리 진나, 아자드 등 급진적인 젊은 세대로 바뀌었다. 1916년에는 인도의 자치 달성을 위해 국민회의와 러크 나우 협정을 맺었고, 인도 자치동맹(Indian Home Rule Movement)을 설립하여 공동 헌법 초안 작성 및 분리 선거제 등에서 협조하기로 했다.

### 파키스탄 독립
제1차 세계 대전 이후, 인도의 민족 운동은 대규모 연대를 하였으며, 간디 등의 활약으로 1937년에 국가 자치가 실시되었지만, 정책의 차이로 국민 회의와 갈등이 깊어졌다. 그리고 1940년의 라호르 대회에서 마침내 인도 아대륙의 무슬림이 많은 지역은 파키스탄으로 인도에서 분리하는 방안을 결의했다. 이후 〈마운트 배튼 결의〉에 따라 이 안이 승인받아 1947년 인도와 파키스탄은 결별하여 독립했다.

### 쇠퇴와 개혁
파키스탄이 독립하고 무슬림 연맹으로 이름을 바꾼다. 일당 독재 체제를 하였고, 반대하는 사람들을 차례 차례로 숙청해 나갔기 때문에 국민의 지지는 급속히 후퇴해 갔다. 또한 연맹의 유력 정치인이 다수가 무하지르(분리 독립 직전에 인도에서 이민온 사람들)였으며, 강력한 리더십이 있던 진나가 1948년에 병사하면서 1951년에 그 후계자 리야카트 알리 칸 초대 총리가 암살되는 등 많은 불안정 요소가 겹쳐 당세가 쇠퇴해 갔다. 정치가 불안해지자, 1958년에 군에 의한 쿠데타가 일어났으며, 당은 그 기능을 정지하고 4년 후인 1962년, 합법적 선거 하에 파키스탄 무슬림 연맹으로 정계에 복귀했다.

## 같이 보기
- 인도 국민 회의